# Hofkirchen im Traunkreis
Hofkirchen im Traunkreis je obec v rakouské spolkové zemi Horní Rakousy v okrese Linec-venkov.

## Počet o byvatel
K 1. lednu 2015 zde žilo 1 806 obyvatel.

## Politika

### Starostové
- 1919–1934 Karl Hiesmayr
- 1934–1938 Alexander Strassmayr
- 1938–1945 Josef Zittmayr
- 1945–1949 Alexander Strassmayr
- 1949–1973 Josef Pickl
- 1973–1991 Oswald Ostheimer
- 1991–1996 Johann Zehetner (ÖVP)
- 1996–2002 Walter Hintringer (ÖVP)
- 2002–2015 Johann Lachmair (ÖVP)
- 2015–2021 Thomas Berger (ÖVP)
- 2021–… Nicole Thallerová (ÖVP)